# Claude de Lorraine (1578-1657)
Pour les articles homonymes, voir Claude de Lorraine (homonymie).
Claude de Lorraine, prince de Joinville et duc de Chevreuse  (Joinville, 5 juin 1578 - Paris, 24 janvier 1657) est un prince de la maison de Guise, contemporain des rois Henri IV et Louis XIII.
Il était l'époux de Marie de Rohan, la duchesse de Chevreuse, célèbre intrigante de la cour de France.

## Biographie
Claude de Lorraine est le septième enfant et cinquième fils de Henri Ier de Lorraine-Guise dit le Balafré, duc de Guise et de Catherine de Clèves. Prince de Joinville, il est fait duc de Chevreuse et pair de France par Louis XIII en 1611 et grand fauconnier de France en 1622  après les rébellions huguenotes, où il participe au siège de Montpellier.
Il est fait aussi grand chambellan de France (1621-1643), pair de France, gouverneur et lieutenant-général en haute et basse Marche, puis en haute et basse Auvergne (1612-1631), puis gouverneur et lieutenant général en Picardie (1631-1633).
Il épouse le 21 avril 1622 Marie de Rohan, fille d'Hercule de Rohan, duc de Montbazon et de Madeleine de Lenoncourt. Elle est veuve depuis 1621 de Charles d'Albert, premier duc de Luynes, favori du Roi, dont elle a eu un fils, Louis Charles d'Albert, deuxième duc de Luynes, dont le roi est le parrain.
Marie de Rohan mène successivement plusieurs intrigues tendant à essayer d'influencer la politique de Richelieu, puis celle de Mazarin, intrigues avec lesquelles Claude de Lorraine sut garder ses distances.
Il teste le 23 janvier 1657 devant François II Ogier. Sa signature sur l'acte laisse entrevoir qu'il est très malade. Il décédera le lendemain.

### Descendance
Claude de Lorraine et Marie de Rohan eurent trois filles, toutes sans alliance ni postérité  :
- Anne Marie de Lorraine (1624-1652), coadjutrice de l'abbaye de Remiremont, religieuse à l'abbaye de Montmartre ou elle fit profession en 1646, puis abbesse de l'abbaye du Pont-aux-Dames à Couilly ;
- Charlotte-Marie de Lorraine (1627-1652), dite Mademoiselle de Chevreuse, sans alliance ;
- Henriette de Lorraine (1631-1693), religieuse à Montmartre avec sa sœur ou elle fit profession , puis religieuse à Pont-aux-Dames, et abbesse après sa sœur de l'abbaye de Pont-aux-Dames de 1652 à 1655, transférée à la directrice de l'abbaye Notre-Dame de Jouarre en 1655.

Toutes trois étant sans descendance, le duché de Chevreuse et le château de Dampierre, près de Chevreuse, passent à leur demi frère, Louis Charles d'Albert de Luynes, Le château de Dampierre sera reconstruit dans le dernier quart du XVIIe siècle par l'architecte Jules Hardouin-Mansart.
- Claude de Lorraine a également eu une fille d'une courtisane dont le nom ne nous est pas parvenu : Claude-Marie de Chevreuse mariée à Adam V de Baillon le 17 décembre 1629. : "...Damoiselle Claude de Chevreuse fille naturelle de très haut et puissant prince Monseigneur Claude de Lorraine Duc de Chevreuse, Pair, Grand Chambellan et Grand Fauconnier de France...". Dont Postérité[4].

## Distinctions
- Chevalier de l'ordre du Roi.
- Chevalier de l'ordre de la Jarretière.